# La noche de las narices blancas
La Noche de las Narices Blancas, es el primer álbum en directo de la banda de punk rock argentina Flema, editado en el año 1999 por Nainfinguers Records y más tarde por Pinhead Records. "La Noche de las Narices Blancas" fue grabado en Cemento en 1999 y se trata del mejor registro [cita requerida]de Flema en directo, incluye varios de los hits de la banda tales como "Y Aún Yo te Recuerdo", "Recordándote", "Metamorfosis Adolescente" y "Nunca Seré Policía", entre otros.

## Lista de canciones
1. Más feliz que la mierda
2. Vamos a fumar
3. Ahogado en alcohol
4. Y aún yo te recuerdo
5. Lejos de tu casa
6. Recordándote
7. Grande Angie!!!
8. Vahos del ayer
9. La sal del mar
10. Si yo soy así
11. Metamorfosis adolescente
12. El linyera
13. No quiero ir a la guerra
14. Chicas judías
15. Cáncer
16. Siempre estoy dado vuelta
17. Me tengo que ir
18. Nunca seré policía
19. A nadie

## Músicos
- Ricky Espinosa - Voz
- Fernando Rossi - Bajo y coros
- Luis Gribaldo - Guitarra y coros
- Gonzalo Díaz Colodrero - Guitarra
- Diego Piazza - Batería y percusión